# МТМ (телеканал, Украина)
МТМ (до 2016 — «МТМ», до 2022 «Z») — информационный коммунальный телеканал города Запорожье. Начал вещание в декабре 2005 году.

## О телекомпании
Коммунальное предприятие «Муниципальная телевизионная сеть» было основано распоряжением главы Запорожского городского совета в 1997 году.
Основными видами деятельности предприятия являются теле- и радиовещание; эксплуатация антенн коллективного пользования (ТАКП-4, 16 программ).
КП «Муниципальная телевизионная сеть» осуществляет деятельность по созданию и выходу в эфир программ, освещающих деятельность органов местного самоуправления, актуальные события социально-экономической и культурной жизни города Запорожья. Также предприятие предоставляет услуги по установке и техническому обслуживанию антенн коллективного приёма телесигнала.
Телеканал «МТМ» получил лицензию на вещание в 2004 году. При этом до состоявшегося конкурса на выделение частоты произошли покушение (со взрывом взрывпакета) и избиение директора «МТМ» Николая Гетьмана. Лишь через год после выдачи лицензии началось вещание на телеканале. Первой показанной программой стал выпуск «Город и горожане», посвящённый Валентину Яланскому и Александру Поляку. Поначалу на телеканале шла ретрансляция киевского телеканала «К1».
С февраля 2008 года «МТМ» единственный из всех запорожских телеканалов стал работать в информационном формате, объединив всеукраинское и региональное телепространство.
В 2008—2009 гг. телеканал транслировал телепередачи собственного производства и телепередачи, созданные на условиях договоров подряда с юридическими и физическими лицами.
За МТМ закреплена частота 785 МГц (60 ТВК), вещание ведётся с передатчика мощностью 1 кВт.
С тех пор, как МТМ начал ретранслировать программы канала «24», изменилась концепция вещания: каждый час — первые 30 минут в эфире программы собственного производства, остальные 30 минут — программы телеканала «24».

## Смена руководства в 2010
В 2008 году городской голова Евгений Карташов назначил главой МТМ Владимира Головешко. Хотя рейтинг МТМ оценивался в тот момент весьма низко (0,2 % аудитории), начиная с 2009 года вокруг телеканала возник конфликт, суть которого сводилась к тому, кто контролирует телеканал и назначает его главу — городской голова или депутаты горсовета.
В апреле 2010 года сессия горсовета избрала главой МТМ Людмилу Маринюк, члена Партии регионов, протеже на тот момент главного соперника Карташова на выборах — Владимира Кальцева. Городской голова Карташов наложил вето на решение депутатов, в частности, аргументируя тем, что МТМ не является средством массовой информации. В ноябре 2010 года, после состоявшихся выборов, Владимир Головешко был уволен с должности главы, а вскоре его место заняла Людмила Маринюк.
Предупреждение Национального совета 2012 года
В апреле 2012 года на телеканале «МТМ» (а также на ТРК «Алекс» и ТРК «Запорожье») осуществлялась трансляция заказного видеофильма «Шакалы». Евгений Черняк, упоминавшийся в этом фильме, обратился в Национальный совет по вопросам телевидения и радиовещания, который, в свою очередь, отметил негативное и бездоказательное освещение деятельности в фильме. Национальный совет объявил предупреждение телеканалу «МТМ», ТРК «Алекс» и ТРК «Запорожье».
Соцопрос 2013
Согласно опросу жителей Запорожья, проводившемуся в 2013 году компаний IRG, рейтинг телеканала «МТМ» составлял 7 % (при погрешности в 2,5 %). При этом рейтинг остальных запорожских телеканалов соответственно составил ТВ-5 — 17 %, ТРК «Алекс» — 12 %, ТРК «Запорожье» — 8 %.

## Экономические показатели
В 2014 году из бюджета города на развитие телеканала было выделено 2,6 млн грн.
| Показатель                                          | 2006 | 2008 | 2010 | 2011 | 2012 | 2013 |
| --------------------------------------------------- | ---- | ---- | ---- | ---- | ---- | ---- |
| Доходы, млн грн.                                    | 2,03 |      | 1,83 | 2,97 |      | 4,6  |
| 00При этом выделено из городского бюджета, млн грн. |      | 0,68 | 0,62 | 2,7  | 1,6  |      |
| Расходы, млн грн.                                   | 1,77 |      | 2,05 | 3,05 |      | 4,57 |

## Ретранслируемые телеканалы
- с декабря 2005 года — К1
- с января 2006 года — ТРК «Киев»
- с июля 2006 года — НТН
- с февраля 2008 года — 24

## Телепрограммы
Среди программ телеканала МТМ следующие:
| - «Новости» (о событиях в Запорожье и области) - «Мысли вслух» (опрос прохожих на улице по теме) - «Ближе к делу» (ответ специалиста на вопрос, заданный в программе «Мысли вслух») - «Без комментариев» - «Погода» (прогноз погоды по городу и области) - «Микрофон № 1» - «Актуальное интервью» - «Наша позиция» (вестник налоговой инспекции) | - «Парк культуры» (о культурной жизни города) - «Неделя Запорожья» (итоги недели) - «Пресс-центр» - «Личность» - «Акценты недели» - «Деловой глянец» - «Рекорды Запорожья» |